# Пивихинская культура
Пивихинская культура — археологическая культура эпохи энеолита конца 4-го — начала 3-го тысячелетия до н. э., распространённая в районе Среднего Поднепровья.

## История исследования
В 1898 году археолог Е. А. Зноско-Боровский в одном из курганов села Сушки Золотоношского района Черкасской области обнаружил керамику, которую В. Н. Даниленко впоследствии  охарактеризовал как типичную пивихинскую. В 1958 году отряд Первоначальной археологии под руководством В. Н. Даниленко в составе Кременчугской экспедиции Института археологии АН УССР проводил исследования в урочище горы Пивиха. На основании полученного материала В. Н. Даниленко выделил и дал название культуре — «Пивихинская». В 1969 году было обнаружено семь поселений на Каневщине, где была найдена пивихинская керамика.

## Описание
Пивихинская керамика характеризуется и выделяется многими исследователями в свойственную ей группу по составу, форме и орнаменту. Во время раскопок на Пивихе было собрано около 50 фрагментов типичной глиняной посуды. Керамика изготовлена из красной обожжённой глины с примесями охры и обожжённой керамики, имеющей в своей структуре беловатые «волоски». Доминирующей примесью в керамической массе являются песок, толчёный кварцит, мелко толчёная раковина, иногда перегоревшая, в виде тонких длинных нитей. Значительно меньше примеси кровавика. Среди форм выделяются сосуды с плавно отогнутыми и закруглёнными венцами, а также лоханки с загнутыми венцами. Типичен жемчужный орнамент, полученный в результате нанесения углублений ниже среза венца с внутренней стороны сосуда, с последующим защипыванием снаружи выдавленных кусочков глины. Встречается также шнуровой орнамент, состоящий из поочерёдных изображений прямых и зигзагообразных линий. Найденные растиральники, песты, большая зернотёрка и большой процент костей домашних животных (77 %) свидетельствуют о занятиях животноводством и земледелием. На основе исследований на Пивихе и других культурных комплексов В. Н. Даниленко синхронизировал их с поздним периодом Трипольской культуры и локализовал пивихинскую культуру между Пслом и Стугной. О. Г. Шапошникова синхронизирует культуру Пивихи с одной стороны также с поздним Трипольем и культурой репинского типа, а с другой — с ямной культурой раннего периода. В. А. Круц синхронизирует Пивиху с поздним этапом культуры ямочно-гребешковой керамики. На территории Украины известно порядка ста памятников, где выявлены материалы пивихинской культуры.
В 1997 году на горе Василица (окраина города Черкассы) был выявлен культурный слой пивихинского поселения, которое можно отнести к базовому поселению культуры. Материальная культура представлена керамикой и каменными изделиями: плоскодонные горшки, с орнаментом ямок, насечек, шнуров, гусеничек, жемчужин; орудия труда: скребок, отщепы, пест, фрагменты плоских пряслиц и растиральника. Найденные материалы наиболее близки к поселению на Пивихе. Поселение датируется третьей — второй четвертью 3-го тысячелетия до н. э..